# Selenophorus perpolitus
Selenophorus perpolitus är en skalbaggsart som beskrevs av Thomas Casey. Selenophorus perpolitus ingår i släktet Selenophorus och familjen jordlöpare. Inga underarter finns listade i Catalogue of Life.